# Bill Willingham
Pour les articles homonymes, voir Willingham.
Bill Willingham (né en décembre 1956 à Fort Belvoir) est un scénariste de bande dessinée américain créateur en 2002 du comic book à succès Fables, pour lequel il a remporté de nombreux prix.

## Récompenses
- 2003 : Prix Eisner de la meilleure nouvelle série pour Fables (avec Lan Medina, Mark Buckingham et Steve Leialoha)
- 2003 : Prix Eisner de la meilleure histoire à suivre pour « Legends in Exile » (Fables n°1-5, avec Lan Medina et Steve Leialoha)
- 2005 : Prix Eisner de la meilleure histoire à suivre pour « March of the Wooden Soldiers » (Fables n°19-27, avec Mark Buckingham et Steve Leialoha)
- 2006 : Prix Eisner de la meilleure histoire à suivre pour « Return to the Homelands » (Fables n°36-38 et 40-41, avec Mark Buckingham et Steve Leialoha)
- 2007 : Prix Eisner de la meilleure histoire courte pour « A Frog's Eye View », dans Fables : 1001 Nuits de neige (avec James Jean)
- 2007 : Prix Eisner de la meilleure anthologie pour Fables : 1001 Nuits de neige
- 2009 : Prix Eisner du meilleur scénariste pour Fables : House of Mystery
- 2011 :  Prix Adamson du meilleur auteur international pour l'ensemble de son œuvre

### Documentation
- Henri Filippini, « Willingham, Bill », dans Encyclopédie de la bande dessinée érotique, La Musardine, 2006 (ISBN 9782842712655), p. 286-287.